# José Mariano Jiménez (Revolutionär)

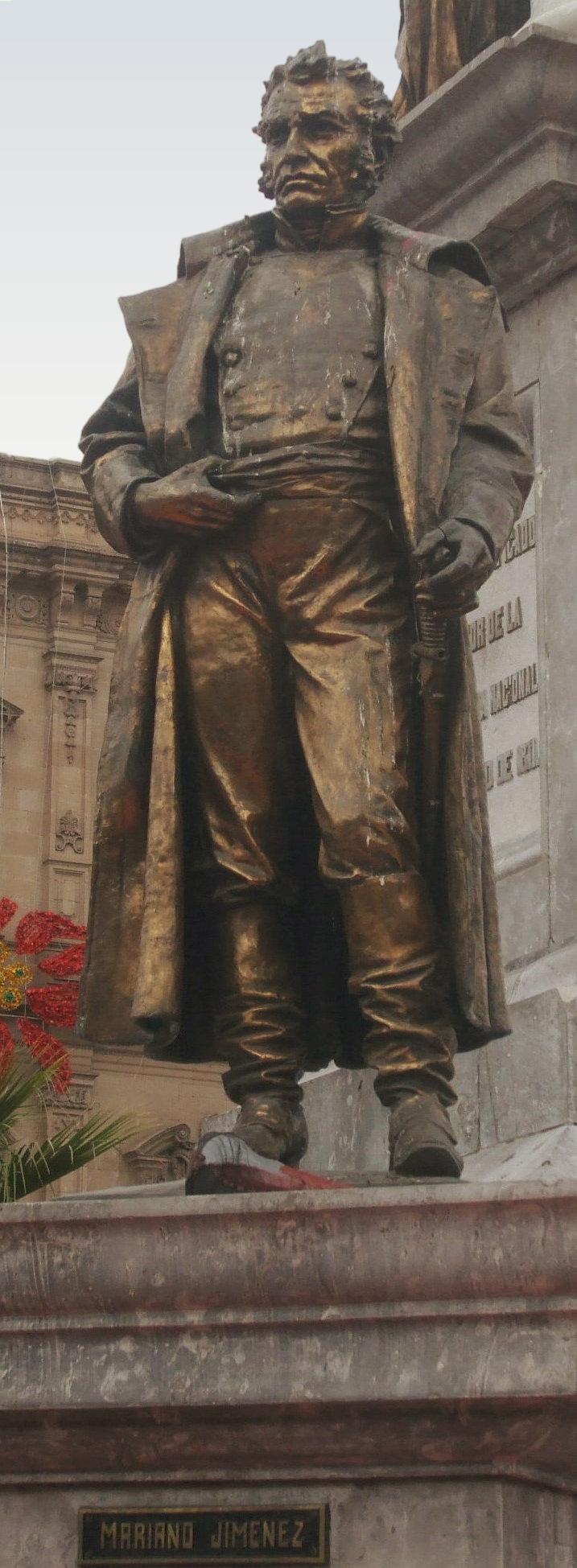
Statue von José Mariano Jiménez am Hidalgo-Denkmal in Chihuahua

José Mariano Jiménez, manchmal auch nur Mariano Jiménez (* 18. August 1781 in San Luis Potosí; † 26. Juni 1811 in Chihuahua) war ein führendes Mitglied der Aufständischen (Insurgentes) im Mexikanischen Unabhängigkeitskrieg.

## Leben und Tod
Nach Beendigung seiner Schulausbildung zog Mariano Jiménez nach Mexiko-Stadt um, wo er im Jahr 1804 ein Studium als Bergwerksingenieur abschloss. Danach ging er nach Guanajuato, wo er in seinem Beruf Arbeit fand. Hier kam er kurz nach dem Grito de Dolores vom 16. September 1810 in Berührung mit dem Kreis der Aufständischen (Insurgentes) um den Priester Miguel Hidalgo; er wurde zum Oberstleutnant der Aufständischenarmee ernannt. Nach mehreren kleineren militärischen Erfolgen wurde er von Hidalgo er als Unterhändler in die Hauptstadt entsandt, um deren Kapitulation zu erreichen, doch schon nach wenigen Tagen kehrte er erfolglos nach Guanajuato zurück. Auf der Flucht vor den Regierungstruppen unter dem General Félix María Calleja del Rey, wandte er sich mit seiner kleinen Armee nach Zacatecas und kurz darauf nach Guadalajara, das von Miguel Hidalgo als vorläufiger Regierungssitz bestimmt worden war.
Von Ignacio Allende wurde Jiménez beauftragt, nach San Luis Potosi zu gehen, um dort und in anderen Städten für die Ideen der Insurgentes zu werben. Der Gouverneur des teilweise vom Vizekönigreich Neuspanien unabhängigen Nuevo Reino de León, Manuel Santa María, stellte sich auf die Seite der Aufständischen und schloss sich ihrer Armee an. Am 15. März 1811 beschlossen die Führer der Aufständischen, darunter auch Mariano Jiménez, weiter nach Norden zu ziehen, um eventuell in den USA politische und militärische Unterstützung in Form von Waffen für den Unabhängigkeitskampf Mexikos zu erlangen, doch am 21. März wurden sie beim Dorf Acatita de Bajan von regierungstreuen Truppen gefangen genommen, später nach Chihuahua überführt, wegen Hochverrats zum Tode verurteilt und am 26. Juni 1811 erschossen.
Sein abgetrennter Kopf und die seiner Mitverschwörer wurden zehn Jahre lang in kleinen Metallkäfigen in den Ecken der Alhóndiga de Granaditas in Guanajuato zurschaugestellt und erst nach Erlangung der Unabhängigkeit (1821) abgenommen und bestattet.

## Ehrungen
Wenige Jahre später wurden die sterblichen Überreste der Insurgentes in die Kathedrale von Mexiko-Stadt überführt, wo sie mehr als 100 Jahre blieben. Nach Fertigstellung des von Porfirio Díaz beauftragten Unabhängigkeitsdenkmals wurden sie in ein Mausoleum im Sockel der Säule gebracht. Am 30. Mai 2010 brachte man sie in das Museo Nacional de Historia im Schloss Chapultepec, wo sie untersucht, identifiziert und konserviert werden sollen.
Die Stadt Real Presidio de Santa Maria de las Caldas del Valle de Huejoquilla im heutigen Bundesstaat Chihuahua wurde im Jahr 1826 in Ciudad Jiménez (heute offiziell José Mariano Jiménez) umbenannt.